# Macrodactylus mexicanus
Macrodactylus mexicanus är en skalbaggsart som beskrevs av Hermann Burmeister 1855. Macrodactylus mexicanus ingår i släktet Macrodactylus och familjen Melolonthidae. Inga underarter finns listade i Catalogue of Life.